# 嘈雜藪鳥
嘈雜藪鳥（Atrichornis clamosus），又名噪薮鸟、嘈叢鳥或西部藪鳥，是澳洲特有的一種藪鳥。牠們最初被以為是已經滅絕，但於1960年代在西澳州東南部再次被發現而確定未曾滅絕，保育計劃亦因而展開。牠們的群落被移往附近的Waychinicup國家公園及Porongorup国家公园。所有這些國家公園都有控制狐狸的措施。牠們棲息在溫帶叢林，受到失去棲息地的威脅。

## 外部連結
- BirdLife Species Factsheet（页面存档备份，存于）